# Joan Maragall

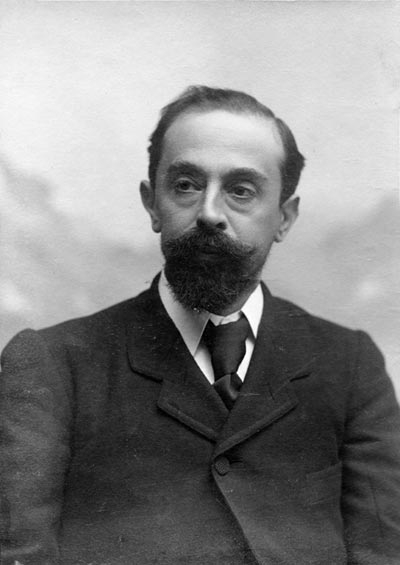
Joan Maragall (1903)

Joan Maragall i Gorina (* 10. Oktober 1860 in Barcelona; † 20. Dezember 1911 ebenda) war ein katalanischer Dichter. Er war der Hauptvertreter des literarischen Modernisme und der einflussreichste Dichter der katalanischen Moderne. 

## Leben
Als jüngstes Kind und einziger Sohn eines Textilfabrikanten sollte Joan Maragall das Unternehmen später übernehmen. Er studierte jedoch ab 1884 Jura und widmete sich seinen poetischen und schriftstellerischen Neigungen. Zwar half er 1886, nach einer Fehlinvestition, den väterlichen Betrieb zu retten, zog sich aber danach wieder aus den Geschäften zurück, um weiterhin publizistisch aktiv zu sein.
Maragall war bereits zu Lebzeiten ein anerkannter Dichter und Journalist, dessen Meinung in intellektuellen Kreisen und auch darüber hinaus viel galt. Er war einer der wichtigsten Impulsgeber für die angestrebte Modernisierung der katalanischen Kultur, dem sogenannten Modernisme, was sich u. a. in seiner Mitarbeit an verschiedenen Publikationen dieser kulturellen Strömung – L’Avenç, Catalonia – und Zeitungsartikeln für Diario de Barcelona und La Veu de Catalunya zeigte. Er identifizierte sich mit dem traditionellen und katholischen katalanischen Bürgertum, lehnte jedoch Angebote von Enric Prat de la Riba und Francesc Cambó ab, sich politisch zu engagieren und als Abgeordneter zur Wahl zu stellen.
Trotz seiner eher konservativen und grundsätzlich apolitischen Grundhaltung mahne er anlässlich der Unruhen der Setmana Tràgica des Jahres 1909 das Bürgertum zu größerer sozialer Verantwortung, kritisierte die erstarrte, dem Volk entfremdete Praxis der Kirche und setzte sich offen für den zum Tode verurteilten anarchistischen Pädagogen Francesc Ferrer i Guàrdia ein. Auf nationaler Ebene war er Befürworter einer iberischen Föderation, in der Spanien, Katalonien und Portugal gleichberechtigte Partner sein sollten.
Maragall heiratete 1891 Clara Noble; das Ehepaar hatte 13 Kinder, darunter der Bildhauer Ernest Maragall. Joan Maragall starb 51-jährig an einer als »Febre de Malta« (Brucellose) diagnostizierten Erkrankung. Sein Tod löste Bestürzung aus, bei seiner Beerdigung in Barcelona waren Tausende zugegen. Er ist auf dem Friedhof von Cementiri de Sant Gervasi in Barcelona begraben.
Heute sind neben Straßen in fast jeder katalanischen Ortschaft, zahlreiche Schulen und ein Park in Barcelona nach ihm benannt. Sein Wohnhaus ist als Museum und Archiv eingerichtet (Arxiu Joan Maragall). Das doppelte Jubiläumsjahr 2010/2011 (150. Geburtstag, 100. Todestag) wurde in Katalonien als »Any Maragall« mit zahlreichen Veranstaltungen, Publikationen und Projekten begangen, die auf einer eigenen Website dokumentiert sind. Sein Enkel Pasqual Maragall war 1982–1997 (also auch während der Olympischen Spiele von 1992) Bürgermeister von Barcelona und 2003–2006 Präsident der Generalitat de Catalunya, der katalanischen Autonomieregierung; ein weiterer Enkel, Ernest Maragall, war 2006–2010 deren Bildungsminister. 

## Werk
Maragall schrieb sein gesamtes dichterisches Werk in seiner Muttersprache Katalanisch, viele seiner journalistischen Artikel und Essays verfasste er dagegen auf Spanisch. Im Jahr 1881 gewann er mit dem Gedicht Dins sa cambra (‚In seinem Zimmer‘) den Preis Flor Natural bei den hochangesehenen Jocs Florals.
Seine Lyrik zeichnet sich durch die Verwendung ungekünstelter Alltagssprache aus und durch das Streben nach Einfachheit und Unmittelbarkeit des Gefühls; seine poetischen Grundsätze brachte er in der Theorie der paraula viva (‚lebendiges Wort‘) zum Ausdruck.
Zu seinen Lebzeiten erschienen sieben Gedichtbände, dazu mehrere Sammlungen von Zeitungsartikeln und Essays. Von seinen Sämtlichen Werke sind bislang vier Ausgaben erstellt worden.
Maragall setzte sich intensiv mit der deutschsprachigen Literatur und Kultur auseinander, vor allem mit Goethe – dessen Faust er übersetzte und dessen Nausikaa-Fragment er zu einem eigenen Drama ausarbeitete –, mit Nietzsche und mit Novalis. Außerdem übersetzte er Werke u. a. von Homer, Schiller, Reinick, Wagner, Daudet und Lamartine und trug so zur Entwicklung des Katalanischen als moderne Literatursprache entscheidend bei.

### Gedichtbände zu Lebzeiten
- Poesies [Gedichte]. Barcelona: Tipografia „L’Avenç“, 1895.
- Visions & cants [Erscheinungen und Gesänge]. Barcelona: Tipografia „L’Avenç“, 1900.
- Les disperses [Die Verstreuten]. Barcelona, Publicacions „Joventut“: 1904.
- Enllà [Jenseits]. Barcelona: Tipografia „L’Avenç“, 1906
- Seqüències [Fortsetzungen]. Barcelona: Tipografia „L’Avenç“, 1911.

### Drama
- Nausica. Hrsg. und mit einem Kommentar v. Carles Riba. Barcelona: Ariel, 1983 (Reihe „Clàssics Catalans“)

### Werkausgaben (Auswahl)
- Obres completes d'en Joan Maragall. Barcelona: Gustau Gili, 1912 – 1913. [11 Bände]
- Obres completes d'en Joan Maragall. Barcelona: Editorial dels fills de Joan Maragall, 1929 – 1936. [25 Bände]
- Obres completes. Vorwort v. Josep Carner. Barcelona: Selecta, 1960/1961 (Biblioteca perenne). [2 Bände]
- Poesia Completa. Hrsg. v. Enric Bou. Barcelona: Empúries, 1986.
- Poesia. Edició crítica. Hrsg. v. Glòria Casals. Barcelona: La Magrana, 1998.
- Poesia i Teatre. Edició crítica. Hrsg. von Ignasi Moreta und Lluís Quintana Trias. Barcelona: Edicions 62, 2020 (Reihe „Biblioteca Clàssica Catalana“).

### Übersetzungen in andere Sprachen
Ins Spanische: 
- Obra poética [zweisprachig]. Hrsg. v. Antoni Comas, übers. v.  Joan F. Vidal Jové. Madrid: Castalia, 1984.
- Poesía. Übers. v. Ángel Crespo. Einführung u. Auswahl v. Joaquim Molas. Barcelona: Planeta, 1993 (Reihe „Clásicos universales Planeta“).

Ins Englische: 
- Count Arnau & other poems of Joan Maragall. Übers. v. Michael Odom. Maostrap Books, 2017.
- One Day of Life is Life [zweisprachig]. Übers. v. Ronald Puppo. London/Barcelona: Fum d'Estampa Press, 2020.

Ins Deutsche: 
- Der Pinien Grün, des Meeres Blau. Gedichte [zweisprachig]. Übers. v. Àxel Sanjosé. München: Lyrik Kabinett, 2022 (Reihe „Blue Books“)